# KIN (KT Tunstall)
KIN è il sesto album in studio della cantautrice scozzese KT Tunstall, pubblicato nel 2016.

## Tracce
1. Hard Girls – 3:14
2. Turned a Light On – 4:34
3. Maybe It's a Good Thing – 4:01
4. Evil Eye – 3:34
5. It Took Me So Long to Get Here, But Here I Am – 4:18
6. On My Star – 4:16
7. Two Way (featuring James Bay) – 4:53
8. Run on Home – 4:27
9. KIN – 4:17
10. Everything Has Its Shape – 4:23
11. Love Is an Ocean – 4:17

## Classifiche
| Paese       | Posizione più alta |
| ----------- | ------------------ |
| Regno Unito | 7                  |
| Svizzera    | 96                 |